# وزان
وزان: هي مدينة تقع في الشمال الغربي من المغرب، في مقدمة جبال الريف جنوب واد لوكوس. وهي عاصمة إقليم وزان (جهة طنجة تطوان الحسيمة) منذ إنشائه في عام 2009، بعد أن كانت في السابق جزءا من إقليم سيدي قاسم (جهة الغرب شراردة بني حسين).

## إقليم وزان المغربي

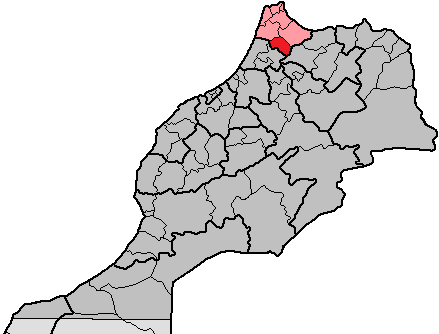
إقليم وزان، بالتقسيم الإداري الجديد 2015

تقع على خط 48°34' شمالا 5°35' غربا، على الشريط الجنوبي لجبال الريف المغربي.
صار يوم السبت 6 مارس 2010 يوماً تاريخياً لساكنة وزان. فهل كان أحد من أهلها يتوقع يوما بأن هذه المدينة ذات الحضور الوازن في تاريخ المغرب سيتم إنصافها يوما بعد أن عاشت على مدى قرابة خمسة عقود ضحية مقولة مخزنية تقول (اتركوا أهل وزان في وزانهم يفعلون ما يشاؤون). لكن وهذه شهادة للتاريخ سيشكل الورش الكبير (ورش المصالحة والإنصاف) الذي أطلقه الملك محمد السادس بعد تربعه على العرش المدخل الأول لإنصاف دار الضمانة عندما اختار زيارتها بعد العقاب الظالم الذي تعرضت له في الماضي، واستجابة لمطالب السكان التي كان على رأسها رد الإعتبار لدار الضمانة من خلال فك ارتباطها عن جهة الغرب وترقيتها إلى عمالة، وهو الحدث التاريخي الذي عاشته المدينة يوم السبت الأخير.
وتميزت مراسيم حفل تنصيب السيد محمد طلابي كأول عامل على رأس عمالة وزان بالكلمة الهامة التي ألقاها السيد محمد سعد العلمي الوزير المنتدب لدى الوزير الأول المكلف بتحديث القطاعات العامة.
فبعد أن ذكر السيد الوزير بأهمية هذا الحدث التاريخي الذي تعيشه المدينة، مؤكدا بأن ترقية وزان إلى عمالة يندرج في إطار سياسة القرب والمصالحة التي ينهجها ملك البلاد ليس على مستوى الإدارة وحسب، ولكن وبالأساس على مستوى توفير شروط ووسائل التنمية الإقتصادية والإجتماعية وتوفير إمكانيات إضافية للإستثمار في إقليم يزخر بالثروات والموارد ضلت على هامش دورة الاقتصاد الوطني.

## تاريخ تأسيس المدينة
إن تاريخ تأسيس مدينة وزان غير مدقق وغامض وهذا بسبب غياب مراجع تاريخية يمكن الإستناد إليها حول نشأة المدينة لكن هناك ثلاث روايات.

### الرواية الأولى
وهي شفوية ومفادها أن مدينة وزان نشأت في العهد الروماني. والدليل علي هذا أن كلمة وزان هي اسم ولي عهد أحد أباطرة الرومان. وتضيف الرواية أن وزان كانت تقع على الطريق التجارية بين مدينتي طنجة ووليلي.

### الرواية الثانية
وردت في كتاب «الروض المنيف» حيت أشار صاحب الكتاب أن مأذنة المسجد الأعظم بوزان هي في الأصل من وضع الفاتح لشمال أفريقيا موسى بن نصير، في عهد بني أمية، الشيء الذي يدل على أن المدينة كانت قائمة في ذلك الوقت، ويستنتج من هذه الرواية أن المدينة نشأت في العهد الأموي.

### الرواية الثالثة
جاء في كتاب «دعامة اليقين» لمؤلفه أبى القاسم العزفي (ت633هـ)، مفادها أن أبا طاهر أحد مريدي الشيخ سيدي أبي يعزي يلنور (المعروف بمولاي بوعزة) كان خطيبا بمسجد وزان وهذا في القرن السادس الهجري.
كل هذه الراويات، الشفاهية منها والكتابية، تدل دلالة جلية على أن الجذور التاريخية لمدينة وزان موغلة في القدم، إلا أن التحديد الدقيق لتاريخ تأسيس هده المدنية ما زال غامضا لندرة الوثائق والمخطوطات التي لم يكشف عنها النقاب بعد.

## أصل تسمية المدينة
من خلال الدراسات حول تاريخ المدينة هناك ثلاث روايات تتضارب بخصوص أصل تسمية مدينة وزان التي يصعب ترجيح وتأييد واحدة منها:

### 1- الرواية الأولى
تقول أن أصل الكلمة لاتيني، وقد أطلق هذا الاسم على المدينة من طرف أحد أباطرة الرومان الذي كان ولي عهده يحمل إسم "أوزينوس"، ومنه جاءت كلمة «وزان».
و هناك رواية أخرى في أصل تسمية مدينة وزان، وهي جمع لأوال حروف الكلمات التالية بهذا الشكل:
و: ورع،
ز: زهد،
ا: ايمان،
ن: نور،

### 2- الرواية الثانية
إن هدا الإسم اشتق من الكلمة العربية «الوزان» التي أطلقت على أحد الأشخاص المسمى بـ"عبد السلام" الذي كان يضع موازين له بمدخل المدينة بالمحل المعروف حاليا بالرمل،
وحيث كان التجار ملزمون باللجوء إليه لوزن بضاعتهم وسلعهم فأطلقوا عليه اسم الوزان، الذي حملته المدينة فيما بعد، نظرا لكثرة تداوله. والدليل على ذلك أن وزان تشتهر لحد الآن بموادها الصوفية حيث أن الجلباب الوزاني يعد أفضل جلباب بالمغرب.

### 3- الرواية الثالثة
تقول هذه الرواية أأن أصل كلمة «وزان» مختصر من كلمة: «واد الزين» أو «واد زاز» التي تطلق على نهر صغير يوجد في المرتفعات الشمالية المعروفة بالجمال الساحر للمناظرة الطبيعية التي تختص بها المدينة.

### تسمية دار الضمانة
لقد عرفت مدينة وزان عبر التاريخ بتسميات عدة كما جاء في كتاب «قليل من كثير عن تاريخ وزان» لمؤلفه المشيشي، سميت ب «زاوية وزان» ونجد دلك في بعض الوثائق العدلية، تارة حملت المدينة اسم «دار وزان»، وتارة كتبها بعض المؤرخين «بوزان» أي بألف الحمل بعد الواو. ولكن مدينة الشرفاء كثيرا ما اشتهرت «بدار الضمانة»، ولهذا النعت الملتصق بالمدينة أسباب تاريخية شتى، والضمانة هنا تأتي بالمعني الصوفي كما تأتي بالمفهوم العادي المتداول في القانون الوضعي إذ كان كثيرا ما يلجئ الجناة إلي بعض الزوايا والأضرحة، ويحتمون بها هربا من ملاحقتهم والقبض عليهم من طرف السلطات الحاكمة، ولم يستثنى عهد الاحتلال الفرنسي بالمغرب من هذه الممارسات، إذ كثيرا ما كان المحتل يحترم قدسية هذه الأماكن.
وللتاريخ أمثلة على ذلك، فقد سبق للمجاهد الريفي الكبير عبد الكريم الخطابي نفسه أن التجأ إلي الزاوية الوزانية «بسنادة» بالريف سنة 1926م تحت حرمة وضمانة الشريف البركة سيدي "احميدو الوزاني" الذي توسط المفاوضات بين القوات الفرنسية وزعماء الثورة الريفية الواضعة أوزارها.
والزاوية الوزانية أينما وجدت فهي امتداد لفضاء «دار الضمانة» ولم يكن هذا الضمان بطلب من زاوية وزان فقط، بل يذكر التاريخ كذلك اعتكاف عدة قادة ثورببن بضريح "مولاي إدريس" بفاس وزرهون ولجوء بعض الملوك العلويين الغاضبين إلى الاحتماء بحرم ضريح "مولاي عبد السلام بن مشيش".

## نبذة من تاريخ المدينة
إنها مدينة تتميز بتاريخ حافل، مدينة سميت بـ «التاريخية» ومدينة سميت بـ «المنسية»، ومدينة سميت كذلك بـ «دار الضمانة»، اختلفت الأسماء واختلفت الأزمنة، من هنا يمكن أن نتحدث عن مدينة «وزان» التي تتوفر على إرث ثقافي وفكري بارز، كما يصفها سكانها بالمدينة الحصينة، لأنها لا زالت خالية من الحانات، فقد كانت للمدينة ميزة تاريخية، بحيث هي المدينة الوحيدة التي لم تكن محاطة بأسوار، ولا جدران أو شرفات، أو بوابات ضخمة محصنة كما في المدن المغربية الأخرى. بل كانت تتوفر على معلمتين معماريتين وهما بابين: البوابة الأولى: والمعروفة بـ باب الفتحة التي تعود إلى القرن السابع عشر، ثم البوابة الثانية: وهي باب الجمعة أو باب الجموعة حسب نطق أهل المدينة.

## مؤهلات دار الضمانة
مدينة «وزان» هاته تعتبر من أقدم وأجمل المدن المغربية، ويقدر عدد سكان هذه المدينة الصغيرة بـ 58 ألف نسمة، وقد وضعها الله في موقع جغرافي متميز؛ بوابة الشمال وبوابة الغرب وبوابة الريف، تقع بين جبلين هامين؛ جبل أبي هلال أو بوهلال - حسب نطق أهل المدينة - ثم جبل أبو عقيقة.
تتوسطها مآثر تاريخية تحكي أمجاد الماضي، وتحيط بها غابات الزيتون من كل جهة، فهي بارزة على بساط أخضر صنعته طبيعتها الخلابة المحيطة بغابة إيزارن التي تعد من مواقع الصيد البري، وعلى أطرافها توجد بحيرة بودروة أو بحيار كما يحلو لسكان المدينة تسميتها، وبجمالها وروعة ينابيع مياهها العذبة، التي لا يمكن التردد في القيام بنزهة إليها، كما يسود في مدينة دار الضمانة هواء منعش ونقي، تماما كما الوهاد المحيطة تتوهج اخضرارا.

## مولاي عبد الله الشريف
من أقطاب الصوفية في العالم الإسلامي الغربي: الشريف الإدريسي «مولاي عبد الله الشريف» بن إبراهيم، مؤسس الزاوية الوزانية من النصف الأول من القرن السابع عشر الميلادي.

### نسبه
هو «مولاي عبد الله الشريف» بتزروت – من قبيلة بني «عروس» الواقعة على ضفاف جبل «علام» ودلك حوالي سنة 1579. ونشأ يتيما في سن مبكر، حيت لم يكن يتجاوز عمره العاشرة عندما كفله أعمامه الشرفاء الريسيونيون... وحرصوا على تلقينه القرآن الكريم ومبادئ الدين الإسلامي الحنيف، ثم عهده إلى الوالي الصالح سيدي "علي بن أجمد الكرفطي" دفين جبل «الصرصار» قرب وزان بقبيلة مصمودة، فلقنه الطريقة الجازولية الشادلية.
وبعد مقامه مولاي "علي بن أحمد الكرفطي" التحق الشريف «مولاي عبد الله الشريف» بتطوان ثم بفاس لطلب العلم.
وفي هذه المدينة الأخيرة التقى –بما شاء الله أن يلتقي به - من علماء ورجال التصوف، ومن بينهم العالم الصوفي المرموق سيدي "محمد بن علي ابن عطية الزناتي"، وبعد وفاة مولاي "علي بن أحمد الكرفطي رجع مولاي عبد الله الشريف إلى مدشر «سكرة» بامزفرون بين مصمودة وغزاوة ورهونة وأقام به عبد ربه حتى أتاه اليقين، فظهر له ذات ليلة النبي صلى الله عليه وسلم وأشار عليه بالدخول في شؤون الدنيا حتى يكون أكثر نفعا لبني البشر، عند ذلك تقرب الوالي الصالح مولاي "عبد الله الشريف" من وزان وجعل من مدشر «ميقال»، خلوة له... فلم يلبث به طويلا حتى التحق بوزان حيث اجتمع حوله المريدون ومحبوا أهل البيت فما كان منه إلا أن أسس زاوية كتب الله أن يذيع صيتها في أرجاء المملكة المغربية، وحتى في شمال أفريقيا وبلاد الشرق.
وفي سنة 1678م وافاه الآجل المحتوم، حيث دفن بوزان.
النسب الصحيح لسيدي "عبد السلام بن مشيش" وكل أشراف جبل العلم تم تحقيقه في (كتاب الإحياء بعد الإنساء) بمعرض القاهرة للكتاب 2011 م .

### تأسيس الزاوية الوزانية
إلا أن الراجح والأكيد هو أن مدينة وزان دخلت التاريخ بحلول الولي الصالح مولاي عبد الله الشريف إليها -المتوفى سنة 1678 ميلادية/1089هجرية-.
وقد أسس بها زاوية صوفية شادلية عرفت بالزاوية الوزانية، وابتدءا من هده اللحظة أخذت المدينة تعرف اتساعا حضاريا وعلميا وثقافيا بموازاة مع الشهرة المتنامية للزاوية الوزانية. وقد اتسعت هده الشهرة وطالت، بالإضافة إلى جهات كثير بالمغرب، معظم بقاع العالم الإسلامي وخاصة الإفريقية منها والآسيوية. وبفضل هده الشهرة أصبحت مدينة وزان منارة للعلم ومحجبة لمريدي المعرفة. والدليل على هذا ما تشمله خزينة المسجد الأعظم من مخطوطات ومؤلفات مهمة في علوم مختلفة وفنون معرفية متنوعة والتي يرجع الفضل في تأسيسها إلى شيوخ الزاوية أنفسهم الذين جمعوا بين علوم الشريعة والحقيقة: ابتداء من مولاي "عبد الله الشريف" المؤسس إلى حفيده مولاي "علي بن أحمد" وأنجاله. هذا بالإضافة إلى العدد الكبير للعلماء والمريدين الذين تربو في حضن الزاوية الوزانية ونهلوا من حياضها وتتلمذوا على شيوخها، فتوزعوا في كثير من الأقطار، ونزلوا في عدد كثير من الأمصار، كما تتحدث بذلك كتب التراجم والأخبار، ومن بين هؤلاء الأعلام نذكر: "أبو محمد عبد الله بن الحسن الجنوي" (ت1200هـ) دفين بمدينة مراكش / والشيخ الفقيه "محمد الرهوني" (ت1230هـ) دفين وزان والفقيه المالكي "ابن الخضر الوزاني" (1342هـ) دفين فاس وأخوه العلامة الفقيه "سيدي عبد الله بن محمد بن الخضر الوزاني" (1360هـ) دفين وزان.

## مدينة وزان من الناحية السياحية
تعد مدينة «وزان» من أجمل الأماكن السياحية في شمال المملكة المغربية، حيث تتوفر على مجموعة من المعالم الطبيعية: مثل سد الوحدة، جبل بوهلال، واد ورغة.. إلخ وكذا المعالم التاريخية نذكر منها: المدينة العتيقة والقلاع... إلخ، كل هذا يجعل منها وجهة سياحية عالمية حيث يتوافد عدد كبير من السياح الأجانب والمغاربة لزيارتها سنويا.